# Sede Eli’ezer
Sede Eli’ezer (hebr. שדה אליעזר) – moszaw położony w Samorządzie Regionu Mewo’ot ha-Chermon, w Dystrykcie Północnym, w Izraelu.
Leży na północ od Jeziora Tyberiadzkiego, w północnej części Górnej Galilei.

## Historia
Moszaw został założony w 1952 przez imigrantów z Czechosłowacji, Polski, Jugosławii i Rumunii.

## Gospodarka
Gospodarka moszawu opiera się na intensywnym rolnictwie.